# Kalendarium powstania warszawskiego – 31 lipca

## 31 lipca, poniedziałek

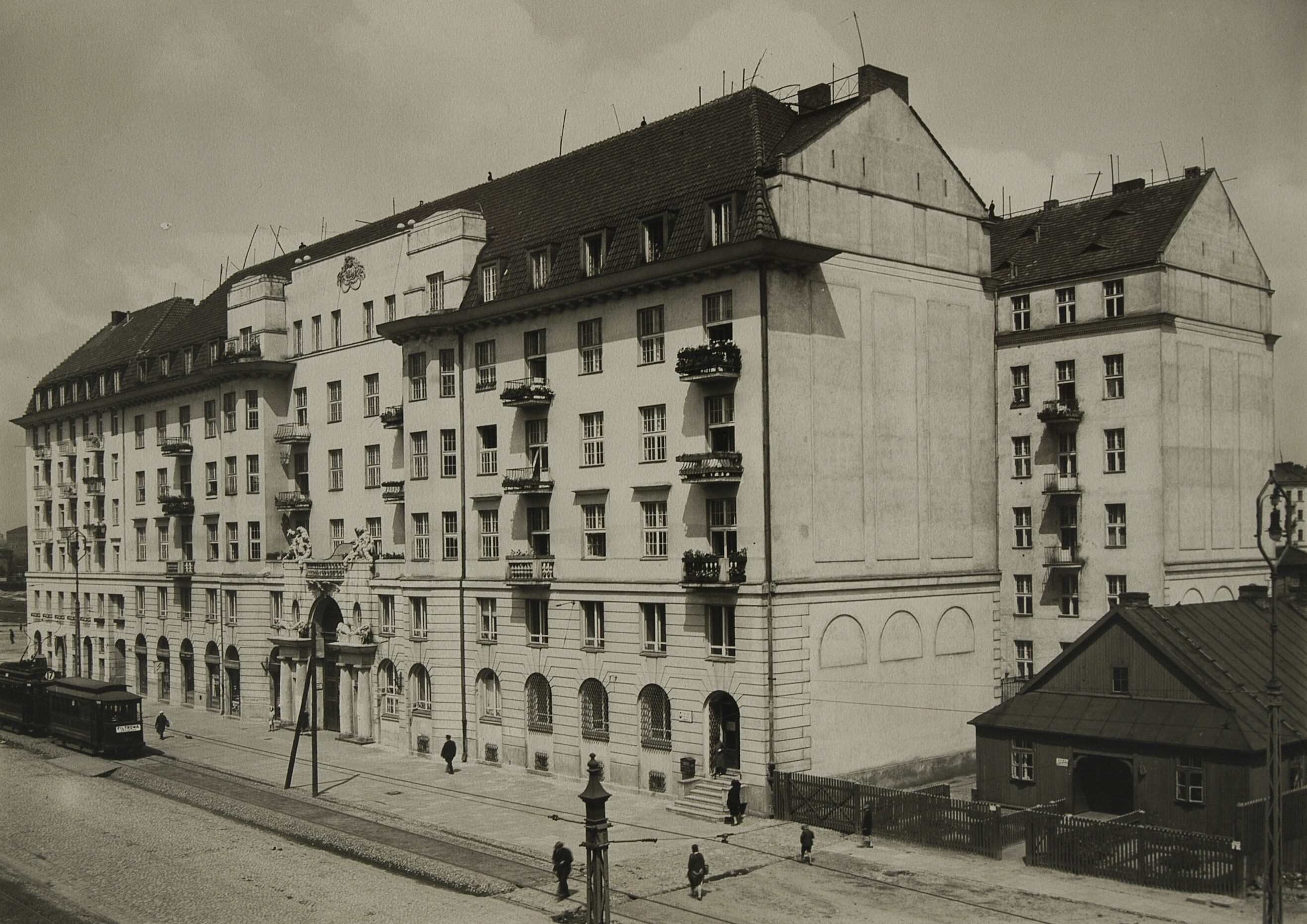
Dom dochodowy PKO przy ul. Filtrowej 68, w którym Antoni Chruściel podpisał rozkaz wyznaczający godzinę „W” na godz. 17.00 w dniu 1 sierpnia 1944

Sowieckie czołówki pancerne osiągnęły Międzylesie i zdobyły Radość.
Tego dnia w godzinach porannych pododdziały Zgrupowania Stołpecko-Nalibockiego AK doszczętnie rozbiły kwaterującą we wsi Aleksandrów kompanię Wehrmachtu. Wydarzenie to jest uznawane za początek powstania w Puszczy Kampinoskiej.
W domu przy ul. Pańskiej 67 o godzinie 17.00 rozpoczęła się druga tego dnia narada odprawa sztabowa Komendy Głównej Armii Krajowej. Na pierwszej, przedpołudniowej, zdecydowano iż 1 sierpnia walki nie zostaną jeszcze podjęte ze względu na niejasną sytuację, zaś kolejna narada rozpocznie się o godzinie 18.00. O 17:45 gen. Tadeusz Bór-Komorowski w obecności wezwanego alarmowo Delegata Rządu inż. Jana Stanisława Jankowskiego po wysłuchaniu nieprawdziwego meldunku przybyłego na odprawę dowódcy Okręgu AK płk Montera, iż na Pradze pojawiły się już radzieckie czołgi, wydał płk Antoniemu Chruścielowi (ps. Monter) rozkaz rozpoczęcia akcji zbrojnej 1 sierpnia 1944 roku.
Po powrocie do kwatery swego sztabu, mieszczącej się w domu PKO przy ul. Filtrowej 68, pułkownik Chruściel wydał rozkaz następującej treści::

Alarm do rąk własnych Komendantom Obwodów. Dnia 31.7. godz. 19. Nakazuję W dnia 1.8. godzina 17.00. Adres m. p. Okręgu: Jasna 22 m. 20 czynny od godziny W. Otrzymanie rozkazu natychmiast kwitować. (-) "X" 

Po wydaniu tej decyzji i rozesłaniu rozkazów na zakończoną już naradę przybył szef Wydziału II KG AK płk Makary (Kazimierz Iranek-Osmecki) zajmujący się wywiadem i kontrwywiadem i zdezawuował informacje Montera. Komendant Główny AK uznał jednak, iż nie ma już możliwości cofnięcia decyzji i nie odwołał akcji.
Ze względu na rozpoczynającą się o 20.00 godzinę policyjną rozkaz o rozpoczęciu akcji został doręczony pododdziałom w dniu następnym, co wpłynęło na niepełną mobilizację sił i środków Okręgu, nie pozwoliło także na wykorzystanie części posiadanej broni.
Na przedpolach Pragi trwał kontratak niemiecki prowadzony siłami pięciu dywizji pancernych.
Do Moskwy przyleciał premier Stanisław Mikołajczyk.